# 2-(4-(1H-Tetrazol-5-il)fenil)-2-aminopropanoinska kiselina
MTPG, 2-(4-(1H-tetrazol-5-il)fenil)-2-aminopropanoinska kiselina, je antagonist glutamatnog receptora.